# Acrisis americana
Acrisis americana är en stekelart som först beskrevs av William Harris Ashmead 1894.  Acrisis americana ingår i släktet Acrisis och familjen bracksteklar. Inga underarter finns listade i Catalogue of Life.